# Верхня Рудня
Ве́рхня Ру́дня — село в Україні, в Овруцькій міській територіальній громаді Коростенського району Житомирської області. Кількість населення становить 31 особу (2001). У 1941—43 роках — адміністративний центр Верхнє-Руднянської сільської управи.

## Населення
Наприкінці 19 століття у поселенні налічувалося 124 мешканці та 22 двори, у 1906 році — 185 мешканців, дворів — 25, у 1923 році — 47 дворів та 239 мешканців.
Відповідно до результатів перепису населення СРСР, кількість населення, станом на 12 січня 1989 року, становила 83 особи. Станом на 5 грудня 2001 року, відповідно до перепису населення України, кількість мешканців села становила 31 особу.

## Історія
У другій половині 19 століття — село Покалівської волості Овруцького повіту Волинської губернії, за 27 верст від Овруча. Розміщувалося у південній частині Овруцького повіту, на річці Словечна. Належало до православної парафії у Покалеві, за 30 верст.
У 1906 році — сільце Покалівської волості (3-го стану) Овруцького повіту Волинської губернії. Відстань до повітового центру, м. Овруч, становила 35 верст, від волосного центру, с. Покалів — 26 верст. Найближче поштово-телеграфне відділення розміщувалося в Овручі.
У 1923 році включене до складу новоствореної Середнє-Руднянської сільської ради, яка, 7 березня 1923 року, увійшла до складу новоутвореного Словечанського району Коростенської округи. Розміщувалося за 29 верст від районного центру, містечка Словечне, та 3 верст — від центру сільської ради, с. Середня Рудня.
У 1941—43 роках — адміністративний центр Верхнє-Руднянської сільської управи Словечанського району. 11 серпня 1954 року, внаслідок ліквідації Середньоруднянської сільської ради, село увійшло до складу Заболотської (згодом — Слобідська) сільської ради Словечанського району Житомирської області. 30 грудня 1962 року село, в складі сільської ради, передане до Овруцького району Житомирської області.
23 липня 1991 року, відповідно до постанови Кабінету Міністрів Української РСР № 106 «Про організацію виконання постанов Верховної Ради Української РСР…», село віднесене до зони гарантованого добровільного відселення (третя зона) внаслідок аварії на Чорнобильській АЕС.
20 грудня 2019 року село увійшло до складу новоствореної Овруцької міської територіальної громади Овруцького району Житомирської області. Від 19 липня 2020 року, разом з громадою, у складі новоствореного Коростенського району Житомирської області.